# Andrés Eloy Blanco
Andrés Eloy Blanco é um município da Venezuela localizado no estado de Barinas.
A capital do município é a cidade de El Cantón.